# Adolf Zeising
Adolf Zeising (1810-1876) est un psychologue allemand, dont les principaux centres d'intérêt sont les mathématiques et la philosophie. 

## Carrière
Il est docteur en philosophie et professeur à Leipzig puis à Munich. Depuis le début de ses études supérieures, et tout au long de sa vie, Zeising est un auteur actif. Il est aussi critique, dramaturge, poète et philosophe. Il parle comme Martin Ohm de « section d’or » lorsqu’il désigne ce que l’on appelle aujourd’hui le nombre d’or et que Luca Pacioli appelait précédemment « divine proportion ».
Il ne s’y intéresse pas à propos de géométrie mais plutôt et surtout en ce qui concerne l'esthétique et l'architecture.
Parmi ses recherches, Adolph Zeising a découvert le nombre d'or exprimé dans la disposition des branches le long des tiges des plantes et des veines dans les feuilles. Il a étendu ses recherches à des squelettes d'animaux et aux ramifications de leurs systèmes veineux et nerveux, aux proportions de composés chimiques et la géométrie des cristaux, et même à l'utilisation de la proportion dans les projets artistiques. Dans ces phénomènes, il voyait le nombre d'or comme expression du principe d'une loi universelle. 
Adolf Zeising écrivait en 1854 :

« [Le nombre d'or est] une loi universelle […] dans laquelle est contenu le principe fondamental de tout effort de formation de beauté et de complétude, dans le royaume de la nature comme dans le domaine de l'art, et qui imprègne depuis les origines, comme un idéal spirituel suprême, toutes les  formes et les proportions, cosmiques ou individuelles, organiques ou inorganiques, acoustiques ou optiques, mais qui a trouvé sa plus parfaite réalisation dans la forme humaine. »

Nombre de ses études sont suivies par Gustav Fechner, et Le Corbusier qui s'en est inspiré pour développer ses propres études de proportions humaines qui ont abouti à la notion architecturale de Modulor.

## Vie familiale
Adolf Zeising voit mourir son père August Zeising à l'âge de sept ans. Il se marie en 1843 à Johanne Margarethe Petri qui a 14 ans de moins que lui. Il a avec elle une fille en 1848 nommée Madeleine.